# Geissanthus lehmannii
Geissanthus lehmannii är en viveväxtart som beskrevs av Mez. Geissanthus lehmannii ingår i släktet Geissanthus och familjen viveväxter. Inga underarter finns listade i Catalogue of Life.